# 結構形成
結構形成，在物理宇宙學中是指星系、星系團和更大的結構在早期的微小密度波動中形成。從對宇宙微波背景輻射的觀測可知，宇宙大約在138億年前於一個炙熱、稠密、幾乎均勻的狀態中開始。然而，在今天的天空中，我們可以看到所有尺度的結構，從恆星和行星到星系，在更大尺度上的星系團和星系的片狀結構被包含少量星系的巨大空洞隔開。構造形成試圖模擬這些結構是如何由早期微小密度波紋的引力不穩定性形成。
現在的Lambda-CDM模型成功地預測了觀測到的星系、星系團和空洞的大尺度分布；但是在單個星系的尺度上，由於涉及重子物理、氣體加熱和冷卻、恆星形成和迴響的高度非線性過程，存在許多複雜狀況。無論是透過觀測，如哈伯超深空，還是通過大型電腦模擬，瞭解星系形成過程是現代宇宙學研究的一個主要課題。

## 概述
在現在的模型，可見宇宙的結構經由以下的階段形成：

### 極早期宇宙
在這一階段，一些機制，如宇宙膨脹，負責建立宇宙的初始條件：均勻性、各向同性、和平坦性。 宇宙膨脹也會將微小的量子波動（膨脹前）放大為密度過高和密度不足（膨脹後）的輕微密度波動。

### 結構生長
早期宇宙是由輻射控制的；在這種情況下，因為引力勢能波動保持不變，密度波動大於宇宙視界增長比例尺度因數。由於輻射控制阻礙了生長，小於視界的結構基本上仍然處於凍結狀態。 隨著宇宙膨脹，輻射密度下降得比物質快（由於光子能量的紅移）；這導致宇宙大爆炸後約50,000年出現了一種稱為物質-輻射相等的交叉現象。在這之後，所有的暗物質漣漪都可以自由生長，形成種子，重子隨後會落入其中。在這個時代的宇宙大小，在物質功率譜中形成一個轉換，可以用大的紅移量測來測量。

### 復合
宇宙在這一階段的大部分時間裡都是由輻射控制的，由於強烈的熱量和輻射，原始的氫和氦完全被電離成原子核和自由電子。在這種熱且密集的情況下，在電子的湯姆森散射結束之前，輻射（光子）不能傳播得很遠。宇宙非常熱，密度很高，但膨脹得也很快，因此溫度持續下降而冷卻。最後，在大爆炸之後約40萬年，它變得足夠冷（大約3,000K），質子可以捕獲帶負電的電子，形成中性的氫原子（由於氦原子有較大的結合能，在更早就形成）。一但幾乎所有的帶電粒子都被束縛在中性原子中，光子就不再與它們相互作用，在接下來的138億年中自由傳播；我們現在檢測到這些光子紅移了1,090倍，溫度降至2.725K。它們成為宇宙微波背景（CMB，Cosmic Microwave Background），充塞在宇宙各處。幾次引人注目的太空任務 （COBE、WMAP、Planck），已經探測到CMB有非常微小的密度和溫度變化。雖然CMB在各個方向上幾乎是一致的，但這些變化是微妙的。然而，這十萬分之幾的微小溫度變化是非常重要的，因為它們基本上是早期的種子。宇宙中隨後所有的複雜結構與變化，最終都是從這些種子發展出來的。
在最初40萬年之後，宇宙發生的事情，層級結構的形成理論：較小的引力約束結構，像是包含第一顆恆星和星團的物質峰首先形成，以及隨後的氣體和暗物質合併形成星系，接著是星系群和星系團和星系的超星系團。